# 汉字字汇
汉字字汇（英語：Ideographic repertoire），在中文信息处理领域中，是指“用汉字编码字符集或者类别指定的汉字集合”。
用汉字编码字符集指定的集合如：GB 2312、GBK、JIS 0208。
用类别指定的集合如：简化字、繁体字、传承字、正体字、异体字、类推简化字、略字、外字。
字汇本身不涉及编码的概念，只是表明“多少字”，“哪些字”。例如：通常所称的简化汉字是指《简化字总表》中的简化汉字，总数为2235个。GB 2312中的简体字对应的繁体字有两千多个。GB 2312中的传承字有四千多个。《中华大字典》收字四万八千多个。